# 熊木聡一
熊木 聡一（くまき そういち、 1974年6月18日)は日本の俳優。
東京都出身。身長185センチメートル。

## 来歴・人物
20代半ばより約8年間菅原文太の付き人として過ごす。その後TVドラマを中心に出演。五社プロダクションの俳優部へ移籍後、同警察監修部の元警察官から所作や知識を学び、多数の警察ドラマにてさまざまな警察官役を演じる。収録現場へ向かう途中、自動車事故に巻き込まれ頚椎を損傷。俳優活動を休業している。現在はリハビリを続けながら、警察・犯罪ドラマの現場指導や俳優の所作指導を務め、執筆活動も行っている。
菅原文太との出会いは、2003年に公開された『私のグランパ』である。これは一年間休業していた菅原の主演復帰作となり、泊まり込みで地方ロケに同行できる付き人を探していたが、菅田俊の紹介で、熊木聡一と寺中敬輔が選出された。当初、付き人は臨時的なものとされていたが、撮影終了後に菅原文太本人から熊木に直接連絡があり、その後、専任の付き人として約８年間師事することになった。寺中敬輔とは兄弟分となり現在も親交が深い。
現在、執筆を行っているのは、親交のあった映画監督・中村幻児から企画プロットやシナリオの作成を学んだことがきっかけになったと言われている。菅原文太の許を破門になった熊木を心配した中村幻児が、「ふらふらしているなら、うちの事務所を手伝え」と電話があり呼び出される。翌日、事務所に行くと、大量の企画書やプロットを手渡し読むように命じられ、すべて読み終えると、今度は「じゃあ、真似をして何か書いてみろ」と原稿用紙と鉛筆を手渡された。１０分程度の短編脚本を夜中までかかって作成し手渡した。翌日、事務所に行ってみると机の上に赤ペン（ダメ出し）が入って真っ赤になった原稿が置いてあり、元の活字が読めないほどであったという。
テレビドラマを中心に出演するようになったのは、共同テレビ・松田秀知監督との出会いがきっかけである。当時、テレビドラマの仕事がほとんどなかった熊木は、松田秀知が演技指導を行っているという話を耳にし、当時所属していた事務所に頼み込んで参加した。約半年、散々演技のダメ出しをされたが、当時、『ナサケの女〜国税局査察官〜』(2010年、EX）の撮影中であった松田から連絡があり、撮影現場に来るように言われる。セリフの無い執行官役であったが自前のスーツで撮影現場に向かうと松田が待ち構えており、自身が台本に加筆した手書きのセリフを熊木にその場で伝えた。以前にもテレビの出演はあったが、これがテレビドラマ進出への足掛かりとなった。松田秀知は、菅原文太がゲスト出演した古畑任三郎シーズン１の最終回を演出している。

## エピソード
菅原文太と口論になり、破門となって菅原一家を飛び出したことがある。この時、兄弟子となる菅田俊が仲裁に入り謝罪をして許しを得た。講談社・週刊現代の取材を受けた際に熊木聡一本人がこの事を語っている。
五社プロダクションに移籍後、同警察監修部に所属する元警視庁刑事から知識や所作を学んだ。久保正行（第62代警視庁捜査一課長・階級警視長）、倉科孝靖（警視庁捜査第一課管理官・階級警視長）、志保澤利一郎（警視庁捜査三課初代刑事部技能伝承官・階級警視）という警視庁の元刑事から指導を受ける。特に現場指導では、倉科、志保澤の両名と行動することが多く、様々な所作や知識を実戦形式で学ぶ。倉科は、「俳優より警察官になれば良かったのに」と口にしていた。
古巣である五社プロダクションホームページのトップ動画に出演している。鑑識と刑事の二役を務めている。これはプロダクションの社長である五社巴が熊木の警察所作の練度を評価しており、俳優休業中ではあるがオファーした。演出はWEB制作会社・有限会社アイティフォース代表の西川誠人が担当した。

## 出演

### テレビドラマ
- 『4TEEN』（2004年、WOWOW）-スカウトマン役
- 『社長をだせ！実録・クレーマーとの死闘を制した女』（2005年、YTV）-ヤクザ組員役
- 『ナサケの女～国税局査察官～』(2010年、EX）-西伊豆地方裁判所執行官役
- 『花ざかりの君たちへ～イケメン☆パラダイス2011』(2011年、CX）-コーチ役
- 『ぼくの夏休み』(2012年、CX）-予科練分隊長・野上幸次郎役
- 『ドクターX～外科医・大門未知子～』(2012年、EX）-記者役
- 『監察医 秋月桂の検死ファイル』(2012年、CX) -黒木役
- 『嫌われ監察官 音無一六』（2013年、TX）-交番巡査役
- 『罪人の噓』（2014年、WOWOW）
- 『女はそれを許さない』（2014年、TBS）
- 『TEAM-警視庁特別犯罪捜査本部』（2014年、EX）-第5話 中野中央署・大泉巡査役
- 『セイアン～生活安全特捜隊』（2014年、EX）-塚本利夫役
- 『64（ロクヨン）』(2015年、NHK）-角刈り男役（機動隊隊員）
- 『おかしな刑事』(2015年、EX）-栃木県警・熊木英雄刑事役
- 『監察官・ 羽生宗一 第3作』(2015年、EX）-殿山刑事役
- 『所轄魂』（2015年、EX）-所轄拘置係・津田役
- 『死の臓器』第5話（2015年、WOWOW）-刑事役
- 『水トク!「緊急特別企画 TVの前の犯人に告ぐ 全国包囲網ザ・鑑識!」 トリカブト事件再現ドラマ』（2015年、TBS系列）-警視庁捜査一課刑事役
- 『サイレーン 刑事×彼女×完全悪女』（2015年、CX）-警察官役
- 『警視庁ゼロ係～生活安全課なんでも相談室～』（2016年、TX）-特殊犯捜査係・捜査員役
- 『逃げる女』（2016年、NHK）-鑑識課主任役
- 『監察官・ 羽生宗一 第４作』(2016年、EX）-殿山刑事役
- 『コントレール～罪と恋～』(2016年、NHK) -所轄巡査部長役
- 『ON 異常犯罪捜査官・藤堂比奈子』（2016年、CX）
- 『監察官・ 羽生宗一 第5作』(2017年、EX）-殿山刑事役
- 『緊急取調室』(2017年、EX) -棚田SIT隊長役

### 映画
- 『I LOVE RED LION』（2009年）-チンピラ役

#### 舞台
- 東京倶楽部　『春ナ忘レソ』
- 東京倶楽部　『LAMBS DAY AFTERNOON -羊たちの午後-』

## クマキソウイチ名義
映画
- 『夕の江の街に[25]』-脚本

ラジオドラマ
- 『お母さんの恥文』-演出
- 『携帯問題』-作・演出
- 『バーバー・オオヒラ』-作・演出
- 『今このトキ』-作・演出
- 『夜鷹蕎麦』-作・演出
- 『Bestbeforeインスタントヌードル』-作・演出

## 警察所作指導
- 『TEAM-警視庁特別犯罪捜査本部-』-EX
- 『64（ロクヨン）』-NHK
- 『所轄魂』-EX
- 『サイレーン 刑事×彼女×完全悪女』-CX
- 『警視庁ゼロ係～生活安全課なんでも相談室～』-TX
- 『オリンピックの身代金』-EX
- 『逃げる女』-NHK
- 『コントレール～罪と恋～』-NHK
- 『死の臓器』-WOWOW
- 『島忠HOME‘S（アニキとアキラ編）』-CM
- 『水トク!「緊急特別企画 TVの前の犯人に告ぐ 全国包囲網ザ・鑑識!」 番組内再現ドラマ』-TBS系列
- 『ON 異常犯罪捜査官・藤堂比奈子』-CX
- 『ヒガンバナ～警視庁捜査七課～』-NTV
- 連続テレビ小説『ひよっこ』-NHK
- 『貴族探偵』-CX
- 『緊急取調室』-EX
- 『金田一少年の事件簿 2022』-NTV
- 『新幹線大爆破』-Netflix 2025年
- 『クジャクのダンス、誰が見た？』-TBS 2025年